# Nola picturata
Nola picturata is een vlinder uit de familie visstaartjes (Nolidae). De wetenschappelijke naam van deze soort is voor het eerst geldig gepubliceerd in 1899 door Mabille.
De soort komt voor in tropisch Afrika.